# Микроген
НПО «Микроген» — российский производитель иммунобиологических препаратов, входит в тройку крупнейших фармацевтических компаний России.
В соответствии с заявлением министра здравоохранения РФ Вероники Скворцовой, НПО «Микроген» имеет стратегическое значение для национальной безопасности России.

## История
Научно-производственное объединение «Микроген» образовано в мае 2003 года в результате слияния государственных предприятий, производящих медицинские иммунобиологические препараты и другие лекарственные средства. В соответствии с решением правительства РФ, объединение было создано «с целью обеспечить потребности страны в профилактических, диагностических и лечебных иммуннобиологических препаратах».
В 2006 году «Микроген» начал поставку комбинированных вакцин против коклюша, дифтерии, столбняка и гепатита В, а также против столбняка, гепатита В и дифтерии (АКДС-Геп В, АДСМ-ГепВ).
В 2010 году «Микроген» начал выпуск улучшенной формулы сухой живой гриппозной вакцины «Ультравак».
В 2011 году на предприятии были получены первые образцы препарата бактериофага против патогена Acinetobacter, являющегося возбудителем большого числа внутрибольничных инфекций и устойчивого к антибиотикам. «Микроген» приступил к испытаниям новой противоклещевой вакцины для детей. В 2011 году «Микроген» поставил в российские регионы более 60 млн доз вакцин, в том числе БЦЖ (туберкулез), Гриппол, АКДС (коклюш, дифтерия, столбняк), против кори и краснухи, а также свыше 12 млн доз гриппозной вакцины.
В 2012 году «Микроген» начал подготовку к переходу на международные стандарты фармацевтического производства (GMP). В этом же году компания поставила более 2 млн упаковок бактериофагов, 19 млн доз противогриппозной вакцины.
В 2013 году «Микроген», вдобавок к уже имеющейся вакцине против гриппа птиц (штамм H5N1), приступил к разработке препандемической вакцины против «китайского гриппа» (штамм H7N9). Генеральным директором компании назначен Петр Каныгин, ранее возглавлявший структуру «Ростеха». Чистая прибыль компании достигла 1 млрд руб.
В марте 2014 года компания объявила о начале разработки вакцины нового поколения против клещевого энцефалита по технологии на основе перевиваемых клеточных линий. В апреле 2014 года «Микроген» объявил о начале клинических испытаний новой комбинированной пентавакцины аАКДС-ГепВ-Hib (против дифтерии, коклюша, столбняка, гепатита В и инфекций, вызываемых гемофильной палочкой).
В декабре 2017 года проведена приватизация ФГУП «НПО „Микроген“» Минздрава России с преобразованием в АО «НПО „Микроген“» со 100 %-ным участием Российской Федерации. Приватизация проведена с целью передачи предприятия на баланс ГК «Ростех», согласно распоряжению правительства от 2015 года.
В январе 2018 года компания завершила начальный пилотный проект по маркировке лекарственных препаратов. Стартовая партия лекарственных средств составила 12,8 тысяч упаковок.
В сентябре 2018 года компания сообщила о создании вакцины против штамма вируса птичьего гриппа H7N9. Разработанный препарат позволит бороться с заболеванием в случае пандемии.
В 2019 году компания зарегистрировала две вакцины собственной разработки пентавакцину (аАКДС-ГепB+Hib) и первую отечественную трехкомпонентную вакцину против кори, краснухи и паротита «Вактривир».
С марта 2019 года НПО «Микроген» управляет холдинг «Нацимбио» в качестве единоличного исполнительного органа.

## Структура и управление
НПО «Микроген» является российской государственной компанией. В силу особого статуса организации контроль ее деятельности осуществляет лично премьер-министр России.
Единоличным исполнительным органом АО «НПО „Микроген“» с 1 марта 2019 года является АО «Нацимбио». В 2021 году Госкорпорация Ростех передала холдингу «Нацимбио» 100% акций НПО «Микроген». 
«Микроген» объединяет 9 действующих предприятий. Основные производственные площадки компании размещены в Ставрополе, Иркутске, Нижнем Новгороде («ИмБио»), Москве, Томске (НПО «Вирион»), Перми (НПО «Биомед») и Уфе («Иммунопрепарат»).
Штат сотрудников компании составляет более 5000 человек.

## Производство
Компания производит более 70 % всего объема российской иммунобиологической продукции, включая две из четырех вакцин против вируса A/H1N1. «Микроген» также является монополистом по производству ряда других вакцин. В 2013 году компания контролировала 23 % российского рынка препаратов из плазмы донорской крови. Предприятие поставляет до 70 % вакцин и анатоксинов в Национальный календарь профилактических прививок России.
«Микроген» производит более 120 наименований иммунобиологических препаратов: вакцины, сыворотки, поливалентные и специфические иммуноглобулины, питательные среды, аллергены, пробиотики и др.. Из них 60 препаратов входит в перечень жизненно необходимых и важных лекарственных препаратов.
«Микроген» — единственное предприятие в России, производящее бактериофаги в промышленном масштабе.
В 2017 году 10 % выпускаемых препаратов крови «Микрогена» были изготовлены из донорской крови. Это позволило произвести более 70 тыс. упаковок препаратов, в том числе 43 тыс. альбуминов и 27 тыс. иммуноглобулинов человека для российского рынка. Общий объем препаратов крови, выпущенных предприятием, составил более 750 тысяч упаковок по итогам 2017 года.
Препараты экспортируются в Казахстан, Украину, Белоруссию, Узбекистан, Азербайджан, Армению, Грузию, Мексику, Монголию, Вьетнам и Индию.

## Научные исследования
В 2001 году НПО «Микроген» начал разработку препарата «Релатокс», применяемого для исправления косметических недостатков эпидермиса, предотвращения морщин, лечения блефароспазма. Так же лекарственное средство применялось в неврологии у пациентов, перенесших инсульт и страдающих спастичностью верхних конечностей тела. В марте 2017 года препарат был зарегистрирован и внесен в государственный реестр лекарственных средств на бессрочной основе. 4 июня 2018 года компания завершила клинические исследования по расширению показаний к применению препарата Релатокс для лечения спастических форм детского церебрального паралича (ДЦП), и для возрастной группы детей от 7 до 12 лет препарат будет доступен к концу года. Компания также проводит КИ препарата для расширения возможностей лечения ДЦП в группе детей от 2 до 6 лет.
По данным от 2014 года, компания разрабатывает более 15 препаратов, в том числе новый вариант противогриппозной вакцины, культуральные вакцины против ветряной оспы, бешенства, клещевого энцефалита, комбинированные вакцины АКДС-ГепВ- Hib, аАКДС-ГепВ- Hib и MMR (против кори, эпидемического паротита и краснухи), комплексные препараты бактериофагов и др..
«Микроген» участвует в нескольких международных исследовательских проектах, в том числе в рамках программ ВОЗ по борьбе с оспой, корью, краснухой, туберкулезом, птичьим гриппом и др..
С 2013 года «Микроген» участвует в разработке нового лекарственного препарата для лечения лейкемии и других противораковых препаратов.
В 2014 году компания объявила о начале клинических исследований препарата «Релатокс» (ботулотоксин типа А — гемагглютинин комплекс) в детской неврологии
В исследовательских проектах компании в общей сложности задействовано более 130 кандидатов наук и более 30 докторов наук.
«Микроген» входит в десятку самых инновационных компаний России по версии РБК.
В рамках I фазы клинических исследований поливалентной менингококковой вакцины, были проведены КИ с применением лабораторных животных. Итоги данной фазы подтвердили безопасность и высокую переносимость препарата. Испытания были завершены во втором квартале 2017 года. В рамках II фазы клинических исследований поливалентной менингококковой вакцины компанией «Микроген» будет проведена оценка безопасности и эффективного действия препарата, с участием добровольцев. КИ планируется завершить во втором квартале 2018 года.

## Финансы
Выручка компании в 2013 году составила 7,6 млрд руб., чистая прибыль — 1 млрд руб. В 2012 году компания занимала пятое место по выручке среди всех российских фармпроизводителей.
Аналитики DSM Group по итогам 2012 года оценили оборот компании в 5,1 млрд руб. Один из филиалов компании (НПО «Вирион») в 2013 году поставил продукции на 950 млн руб.
В 2012 году компанией было выполнено 43 государственных контракта на общую сумму более чем 1,8 миллиарда рублей.
В 2011 году выручка компании от экспорта препаратов составила 500 миллионов рублей.
«Микроген» в 2011 году затратил около 2 млрд рублей собственных средств на строительство двух цехов фармпрепаратов и лаборатории. До 2018 года компания планирует потратить 17 млрд руб на модернизацию производства.
В 2014 году Банк ВТБ открыл кредитную линию для «Микрогена» в размере 2 млрд рублей сроком на три года.

### Комментарии
1. ↑  По состоянию на 2020 год, на российском рынке фаговые препараты, действующие против Acinetobacter, отсутствовали[15].